# Gorzewo (powiat wągrowiecki)
Gorzewo – wieś w Polsce położona w województwie wielkopolskim, w powiecie wągrowieckim, w gminie Mieścisko.
W latach 1975–1998 miejscowość należała administracyjnie do województwa poznańskiego.
Zobacz też: Gorzewo, Gorzewo-Kolonia